# Emuarius
Emuarius je izumrli prapovijesni rod ptica neletačica iz porodice kazuara. Sastojao se od dvije vrste, Emuarius guljaruba i Emuarius gidju. Ove ptice živjele su u Australiji u razdoblju između ranog miocena i kasnog oligocena. Jedan je od dva ljudima poznata roda emua.